# 後飾り壇
後飾り壇（あとかざりだん）とは、祭壇の一種であり、葬儀において遺体を火葬した後に墓所に納骨するまで遺骨を自宅に安置するために設けられるものである。単に後飾りとも称される。なお、後飾り壇に飾られるものについては地域や宗派によって異なることもある。

## 仏式
仏式においては「中陰」の間設けられる祭壇であることから中陰壇（ちゅういんだん）とも称される。葬儀後に満中陰・四十九日(三十五日)を迎えるまで、白木（しらき）または白い布をかぶせた2段（または3段）の祭壇に遺骨・野位牌（白木の位牌）、遺影、白い陶器製の三具足（香炉・花瓶・燭台）、鈴（りん）などが置かれる。

## 神式
白木の八脚案（八本の脚のついた案（台））の2段（または3段）の祭壇に遺影、遺骨、花瓶および榊、洗米・塩・酒（お神酒）などが置かれる。

## キリスト教式
特に決まりはないが、遺骨、遺影、燭台などが置かれる。